# Arènes Jean-Brunel
Les arènes Jean-Brunel, inaugurées en 1963, sont les arènes de la commune de Vauvert située dans le département français du Gard. Elles ont été intégralement reconstruites en 2004, portant leur capacité à plus de 3000 spectateurs. 

## Présentation
Elles ont reçu le nom de Jean Brunel (dit « Joffre »), président du comité des fêtes de la commune de 1985 à 1997, ainsi que des Attelages de la Petite Camargue de 1992 à 2002, et inventeur du concours d'abrivado en 1986. Elles accueillent toujours l'arrivée de ce concours ainsi que la remise des prix.
Ce sont des arènes fixes, circulaires, construites en béton. Elles ont pris le relais des anciennes arènes Louis-Valentin qui dataient de 1898. La piste mesure environ 40 mètres dans la longueur et 30 mètres dans la largeur. On y programme principalement des courses camarguaises, ainsi que des courses espagnoles occasionellement. Elles ont aussi accueilli des concerts comme « La Nuit du Jazz de Vauvert ».En 2012, Vauvert a programmé une Corrida des vendanges.
En 2019, ces arènes ont accueilli la finale du Trophée de l'Avenir, sacrant la victoire du taureau Jacquet de la manade Guillierme ainsi que celle du raseteur Romain Fouque.
Durant la fête votive, la semaine du 15 août, les arènes sont le centre de la fête, avec l'arrivée des abrivados, le départ des bandidos, les courses camarguaises, ainsi que l'organisation de toro-piscines ou de courses de nuit pour la jeunesse. Le bal a lieu chaque soir sur le parvis des arènes.

## Tauromachie
En 2024, 23 courses camarguaises sont programmées dans ces arènes, ainsi qu'une capéa espagnole. Les principaux rendez-vous de l'année sont la semaine de l'Ascension avec le concours d'abrivado, la fête votive en août et le Revivre en septembre. 
Ces arènes accueillent deux trophées taurins sur plusieurs journées : le trophée Camargue Médical (niveau As) et le trophée des Vignerons (niveau Avenir).